# غابرييل تورجي
غابرييل أندري تورجي (بالرومانية: Gabriel Torje)‏ (بالرومانية: Gabriel Torje)؛ مواليد 22 نوفمبر 1989 في تيميشوارا) هو لاعب كرة قدم روماني يلعب حالياً لنادي غرناطة الإسباني على على سبيل الإعارة من أودينيزي. ويجيد اللعب كجناح أيسر. تم اختياره كأفضل لاعب كرة قدم روماني في عام 2011.

## وصلات خارجية
- غابرييل تورجي على موقع الاتحاد الدولي (مؤرشف)  (الإنجليزية)
- غابرييل تورجي على موقع الاتحاد الأوربي (الإنجليزية)
- غابرييل تورجي على موقع اتحاد تركيا (لاعب) (الإنجليزية)
- غابرييل تورجي على موقع قاعدة بيانات كرة القدم.إي يو (الإنجليزية)
- غابرييل تورجي على موقع ناشيونال فوتبول تيمز (الإنجليزية)
- غابرييل تورجي على موقع Soccerway.com (الإنجليزية)
- غابرييل تورجي على موقع عالم كرة القدم.نت (الإنجليزية)
- غابرييل تورجي على موقع AS.com (الإسبانية)

- صفحة اللاعب على RomanianSoccer
- Transfermarkt